# ガタの国から
『ガタの国から』は、佐賀発地域ドラマとしてNHK BSプレミアムにて2017年7月19日の22:00 - 22:59（JST）に放送された日本のテレビドラマである。
全国放送に先立ち、佐賀県域のみNHK総合にて7月14日の19:30 - 20:43に特別ミニ番組とあわせて先行放送された。

## 概要
ムツゴロウに夢中のちょっと変わった女子高生と“SAGAブーム”が起きるタイからやって来たアイドルが偶然出会って起こすひと騒動を描く佐賀発地域ドラマ。撮影は４K専用カメラで行われている。

## 登場人物
- 片瀬未来 - 上白石萌音
- サムット - ティティ・マハーヨーターラック
- 大竹新之助 - 甲本雅裕
- いぶし銀俳優＆謎の重要キャラクター  - 高木渉
- 部長 - 島田洋七
- 山津ピロシキ - 青柳尊哉
- ミサキ・ターヤック - 髙安智実
- 助監督 - 坂田光輝
- タクシードライバー - 矢山治
- 喫茶店マスター - 響金太郎
- 外村彩也子 - 有森也実
- 外村安史 - 哀川翔

## スタッフ
- 作 - 八津弘幸
- 音楽 - 羽岡佳
- 番宣ナレーション - 土田大、加藤有生子、他
- 撮影協力 - 嬉野市、鹿島市、嬉野温泉観光協会、七浦地区振興会、佐賀県フィルムコミッション
- 制作統括 - 髙武慎（NHK佐賀放送局）
- 演出 - 田島彰洋（NHK佐賀放送局）
- 制作・著作 - NHK佐賀放送局